# Harpegnathos

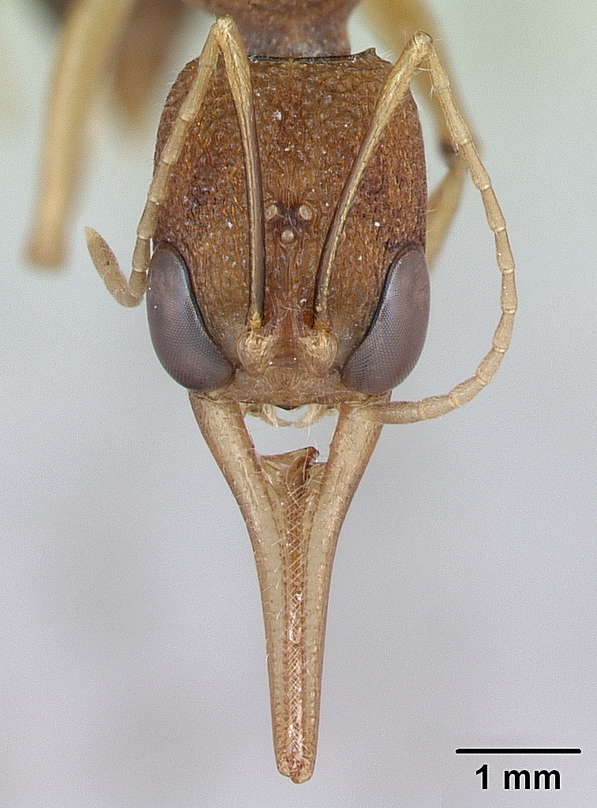
Голова муравья Harpegnathos saltator

Harpegnathos (лат. , от др.-греч. ἅρπη «кривой меч» и γνάθος «челюсти») — род муравьёв (Formicidae) из подсемейства Ponerinae.

## Распространение и экология
Юго-Восточная Азия.

## Описание
Среднего размера муравьи (длина рабочих 14—20 мм) разнообразной окраски, гнездящиеся в почве, с длинными узкими мандибулами. Глаза крупные, сдвинуты вперёд и расположены у основания жвал. Активные хищники. Гнёзда земляные.
Harpegnathos это один из 4 родов муравьёв, способных к прыжкам с помощью ног (наряду с Gigantiops, Myrmecia и Odontomachus).
Муравьи Harpegnathos saltator наделены способностью прыгать (2 см по вертикали и до 10 см по горизонтали) для выполнения различных действий, таких как бегство, передвижение и ловля добычи в полёте.
Гнёзда Harpegnathos venator имеют входы с диаметром воронки около 3 см и состоят из двух-трёх камер. Большинство колоний включало одну или несколько спарившихся маток, которые откладывали яйца.

## Систематика
Около 10 видов.
- Harpegnathos alperti General, 2016
- Harpegnathos empesoi Chapman, 1963
- Harpegnathos hobbyi Donisthorpe, 1937
- Harpegnathos honestoi General, 2016
- Harpegnathos macgregori Wheeler & Chapman, 1925
- Harpegnathos medioniger Donisthorpe, 1942
- Harpegnathos pallipes (Smith, 1858)
- Harpegnathos saltator (Jerdon, 1851)
- Harpegnathos venator (Smith, 1858)